# Wsola (gromada)
Wsola – dawna gromada, czyli najmniejsza jednostka podziału terytorialnego Polskiej Rzeczypospolitej Ludowej w latach 1954–1972.
Gromady, z gromadzkimi radami narodowymi (GRN) jako organami władzy najniższego stopnia na wsi, funkcjonowały od reformy reorganizującej administrację wiejską przeprowadzonej jesienią 1954 do momentu ich zniesienia z dniem 1 stycznia 1973, tym samym wypierając organizację gminną w latach 1954–1972.
Gromadę Wsola siedzibą GRN we Wsoli utworzono – jako jedną z 8759 gromad na obszarze Polski – w powiecie radomskim w woj. kieleckim, na mocy uchwały nr 13i/54 WRN w Kielcach z dnia 29 września 1954. W skład jednostki weszły obszary dotychczasowych gromad Piastów, Wsola i Wielogóra (bez wsi Antoniów) ze zniesionej gminy Wielogóra oraz wieś Marcelów z dotychczasowej gromady Piaseczno ze zniesionej gminy Jedlińsk w tymże powiecie. Dla gromady ustalono 21 członków gromadzkiej rady narodowej.
31 grudnia 1959 do gromady Wsola przyłączono wsie Dąbrówka Podłężna, Gustawów i Kamińsk oraz kolonie Piaski, Sosnowica i Kamińsk ze zniesionej gromady Dąbrówka Nagórna.
Gromada przetrwała do końca 1972 roku, czyli do kolejnej reformy gminnej.